# Открытый чемпионат Махова озера по теннису
Открытый чемпионат Махова озера (англ. Moneta Macha Lake Open) — серия профессиональных международных теннисных турниров, проходящих в чешских Доксах. Летом, с разницей в несколько недель, проходят мужские и женские соревнования на открытых грунтовых кортах комплекса «Чешска Липа». Мужское соревнование в 2025 году относилось к категории ITF Futures, а женское — к серии ITF. Оба турнира имеют турнирную сетку, рассчитанную на 32 участника в одиночном разряде и 16 пар. Призовой фонд мужского турнира составляет 30 тысяч евро, а женского — 60 тысяч долларов.

## Общая информация
Женское соревнование было основано накануне сезона-1993 совместными усилиями ЧТА и ITF. Призовой фонд первых турниров составлял 10 тысяч долларов, а к 2019-му году он вырос в шесть раз. В 2020-м году приз не проводился связи с пандемией COVID-19. В 2025-м году в рамках чемпионата организован мужской турнир.
Среди чемпионок турнира в женском одиночном разряде — будущая двукратная победительница турниров Большого шлема Барбора Крейчикова и будущая олимпийская чемпионка Чжэн Циньвэнь.

## Финалы разных лет
| Год  | Чемпионка              | Финалистка           | Счёт        |
| ---- | ---------------------- | -------------------- | ----------- |
| 2025 | Лаура Самсон           | Каролина Алвес       | 2-6 6-2 6-3 |
| 2024 | Тереза Валентова       | Анета Кучмова        | 6-3 7-5     |
| 2022 | Сара Бейлек            | Йесика Малечкова     | 6-4 6-4     |
| 2021 | Чжэн Циньвэнь          | Александра Крунич    | 7-6(5) 6-3  |
| 2019 | Барбора Крейчикова     | Дениса Аллертова     | 6-2 6-3     |
| 2018 | Моника Килнарова       | Ребекка Шрамкова     | 7-6(5) 6-3  |
| 2017 | Анна Каролина Шмидлова | Вера Лапко           | 6-4 7-5     |
| 2007 | Ленка Винерова         | Кристина Штайерт     | 6-4 6-2     |
| 2006 | Катерина Ванькова      | Зузана Залабская     | 6-4 6-4     |
| 2005 | Петра Новотникова      | Вероника Раимрова    | 6-3 6-3     |
| 2004 | Луция Градецкая        | Сабрина Йолк         | 6-1 7-6(3)  |
| 2003 | Доминика Ноциярова (2) | Антоанета Панджерова | 6-2 6-3     |
| 2002 | Доминика Ноциярова     | Зузана Земенова      | 5-7 7-5 6-0 |
| 2001 | Яна Мацурова           | Гана Шромова         | 6-2 4-6 6-3 |
| 2000 | Йитка Шёнфельдова      | Рената Ворачова      | 6-4 7-6(8)  |
| 1999 | Милена Неквапилова     | Вероника Мартинек    | 6-1 7-6     |
| 1998 | Яна Главачкова         | Милена Неквапилова   | 3-6 6-2 6-2 |
| 1997 | Катерина Крупова       | Милена Неквапилова   | 6-3 3-6 7-6 |
| 1996 | Ева Шестакова          | Никола Губнерова     | 7-5 6-3     |
| 1995 | Либуша Прушова         | Яна Лубасова         | 6-0 6-1     |
| 1994 | Ева Крейчова           | В.Масса              | 1-6 6-0 6-4 |
| 1993 | Бланка Кумбарова       | Михаэла Кратохвилова | 6-0 7-5     |

| Год  | Чемпион    | Финалист   | Счёт    |
| ---- | ---------- | ---------- | ------- |
| 2025 | Якуб Никод | Алек Бекли | 7-5 6-1 |

| Год  | Чемпионки                                   | Финалистки                           | Счёт           |
| ---- | ------------------------------------------- | ------------------------------------ | -------------- |
| 2025 | Алёна Ковачкова Ивана Шебестова             | Лия Каратанчева Анета Кучмова        | 1-6 7-5 [10-5] |
| 2024 | Майя Хвалиньская Анастасия Децюк            | Фэн Шо Сапфо Сакеллариди             | 6-3 2-6 [10-6] |
| 2022 | Каролина Кубанова Анета Кучмова             | Нурия Бранкаччо Деспина Папамихаил   | 6-2 7-6(9)     |
| 2021 | Валентини Грамматикопулу Ришел Хогенкамп    | Амина Аншба Анастасия Децюк          | 6-3 6-4        |
| 2019 | Натела Дзаламидзе Нина Стоянович            | Кёка Окамура Деяна Раданович         | 6-3 6-3        |
| 2018 | Мария Марфутина Анастасия Зарицкая (2)      | Йоханна Маркова Сара-Ребекка Секулич | 5-7 6-1 [10-8] |
| 2017 | Лаура-Йоана Андрей Анастасия Зарицкая       | Таисия Мордергер Яна Мордергер       | 6-3 6-4        |
| 2007 | Ивета Герлова (4) Луция Кригсманнова (4)    | Гана Бирнерова Моника Коханова       | 6-2 6-1        |
| 2006 | Ивета Герлова (3) Луция Кригсманнова (3)    | Гана Бирнерова Ксения Лыкина         | 6-7(4) 6-2 6-2 |
| 2005 | Ивета Герлова (2) Луция Кригсманнова (2)    | Петра Новотникова Вероника Раимрова  | 4-6 6-4 6-2    |
| 2004 | Бланка Кумбарова Тереза Сафнерова           | Яна Деркасова Тереза Гладикова       | 6-4 6-4        |
| 2003 | Ивета Герлова Луция Кригсманнова            | Яна Мацурова Ленка Новотная          | 7-5 6-3        |
| 2002 | Ева Ербова Ленка Новотная                   | Штефани Хайднер Рената Кучерова      | 7-6(5) 6-0     |
| 2001 | Милена Неквапилова (2) Гана Шромова         | Ольга Благотова Габриэла Навратилова | 2-6 6-4 6-1    |
| 2000 | Андреа Плачкова Паулина Шлитрова            | Яна Мацурова Милена Неквапилова      | 6-3 6-4        |
| 1999 | Габриэла Навратилова (2) Милена Неквапилова | Рошель Розенфильд Анна Жарская       | 2-6 6-3 6-4    |
| 1998 | Зузана Лешенарова Луция Штефлова            | Гана Шромова Милена Неквапилова      | 6-3 5-7 6-2    |
| 1997 | Яна Мацурова Габриэла Навратилова           | Катерина Крупова Яна Ондроухова      | 6-2 6-2        |
| 1996 | Людмила Церванова Михаэла Гашанова (2)      | Никола Губнерова Михаэла Паштикова   | 6-7 7-6 7-5    |
| 1995 | Михаэла Гашанова Мартина Неделкова          | Михаэла Кратохвилова Петра Кучова    | 6-3 5-7 7-5    |
| 1994 | Нелли Баркан Мартина Воссеберг              | Мартина Гаутова Михаэла Кратохвилова | 6-4 6-3        |
| 1993 | Михаэла Кратохвилова Петра Кучова           | Доминика Горецкая Йиндра Габрисова   | 4-6 6-2 7-5    |

| Год  | Чемпионы                       | Финалисты              | Счёт       |
| ---- | ------------------------------ | ---------------------- | ---------- |
| 2025 | Владислав Орлов Филиппо Романо | Ян Кумстат Давид Поляк | 7-6(4) 6-1 |